# یورگ روسکوف
یورگ روسکوف (انگلیسی: Jörg Roßkopf؛ زادهٔ ۲۲ مهٔ ۱۹۶۹) یک بازیکن تنیس روی میز اهل آلمان است. 
وی همچنین برنده جوایزی همچون برگ بوی نقره‌ای شده است.
وی در مسابقات کشوری و بین‌المللی در مجموع برنده ۲ مدال طلا، ۳ مدال نقره، ۴ مدال برنز شده‌است.